# Johann von Posilge
Johann von (der) Posilge (* um 1340; † 14. Juni 1405 (vermutlich)) war ein preußischer Chronist des Mittelalters.
Die Handschrift Ms. Boruss. 2° 241 der Staatsbibliothek Preußischer Kulturbesitz Berlin leitet den Text mit der Bemerkung ein, dass her Johannes, officialis von Resinburg die Chroniken habe beschrebin zcu Latino, unde wurdin gewandelt dornoch yn das Dutsche unde vortan beschrebin noch syme tode. Die Identität dieses Autors ist unklar. Der umstrittene Chronist Simon Grunau und alle weiteren frühneuzeitlichen Quellen verwenden den Namen Johann Lindenblatt, der aber 1827 von Johannes Voigt aus quellenkritischen Gründen verworfen wurde. Während der Herausgeber Ernst Strehlke und die Forschung vor 1990 Johann von Posilge allgemein als Autor annahm und von mehreren Fortsetzern ausging, hat Jarosław Wenta Johann von Reddin als Verfasser ins Spiel gebracht. Dem wurde von Ralf G. Päsler widersprochen. Unter den Offizialen des pomesanischen Bischofs finden sich nämlich zwei Träger des Namens Johannes: Johann von Posilge und sein Nachfolger Johann von Reddin. Johann von Posilge starb 1405; Johann von Reddin amtierte 1411–1420 (nach anderen Quellen 1430) als Offizial.
Es wird angenommen, dass Johann von Posilge nicht aus dem Reichsgebiet einwanderte, sondern Altpreusse war und aus Posilge stammte, einem westpreußischen Dorf östlich von Marienburg bei Christburg. Als Offizial des Bischofs von Pomesanien in Riesenburg ist er urkundlich erstmals belegt am 4. Februar 1376; er amtierte gleichzeitig als Pfarrer in Deutsch Eylau, später in Ladekopp. Er wirkte als Schiedsrichter in einem Prozess zwischen dem Orden und dem Bistum Ermland.
Posilges zeitnah geschriebene Chronik des Deutschen Ordens beginnt mit dem Jahre 1360 und endet zum Anfang des 15. Jahrhunderts. Sie muss über den Tod Johann von Posilge hinaus von anderer Hand fortgeführt worden sein, da sich Einträge bis ins Jahr 1419 finden. Das ursprünglich auf Latein geschriebene, aber nur noch auf Deutsch erhaltene Werk enthält kulturelle, innenpolitische und außenpolitische Details, insbesondere zum „Großen Krieg“ zwischen dem Deutschen Orden und Litauen/Polen. Die Chronik zählt zu den wertvollsten deutschsprachigen Chroniken des Ordenslandes und gilt als frühes Beispiel einer Landeschronik. Als Quellen dienten Detmar von Lübeck, der sog. Annalista Thorunensis sowie die Ordenschroniken des Peter von Dusburg und des Nikolaus von Jeroschin.